# Дюн (филм)
„Дюн“ или „Дюна“ (на английски: Dune) е научнофантастичен филм, базиран на едноименния роман на Франк Хърбърт.